# Heber Raviolo
Heber Raviolo (* 29. September 1932 in Montevideo; † 22. November 2013) war ein uruguayischer Verleger, Dozent und Literaturkritiker.
Heber Raviolo schrieb ab Mitte der 1950er Jahre als Literaturkritiker für die Zeitschriften El Ciudadano und Asir. Er gehörte 1961 zu den Gründern des Verlags Ediciones de la Banda Oriental und war später als deren Direktor für die Veröffentlichung von über 3.000 Werken verantwortlich. 1963 schloss er seine Ausbildung am Instituto de Profesores Artigas zum Literaturlehrer erfolgreich ab und arbeitete in diesem Beruf bis 1974 in der Enseñanza Secundaria. Von 1964 bis 1965 zeichnete er für die Literatursparte der Época verantwortlich. Andere Quellen nennen hierfür den Zeitraum 1973 bis 1974. In dieser Funktion wirkte er auch bei der Marcha in den letzten vier Ausgaben im Zeitraum 1973 bis 1974, die im Zuge der aufkommenden zivil-militärischen Diktatur in Uruguay schließen musste. Er gründete zudem die Zeitschriften Brecha, Cultura y Sociedad und Tercera Orilla und gehörte dort jeweils auch der Führung an. In den Jahren 1995 bis 1997 hatte er den Vorsitz der Cámara Uruguaya del Libro inne.